# 清华大学学生社团协会
清华大学学生社团协会，指清华大学校内的学生社团与协会组织，一般由学生自发组织创建，挂靠校内外单位，并在校团委社团协会部（简称社团部）备案管理。学生社团活动频繁、形式灵活、气氛活跃，成为学生“第二课堂”，引导学生课外活动。

## 历史
早在建校之初的1912年，清华大学即成立首个学生社团，早期的美术社、清华周刊社、国语演说辩论会、英语演说辩论会、戏剧社、清淡集等具备较高的校园和社会影响力，参与其中的不乏闻一多、梁实秋、顾毓琇等名人，至今已有百年历史。

## 现状
1990年后，清华社团文化开始繁荣，逐步涌现大量学生社团协会。1999年，学生工作指导委员会会议通过《清华大学学生社团协会管理条例》，对学生社团协会进行规范，后于2004年进行了修订。根据条例，2005年成立校团委成立社团协会部（简称社团部），对学生社团进行登记、备案、指导管理。
2007年初，清华大学学生关注女性发展研究协会成立，成为清华大学第100个学生社团协会。
截止2010年11月，共注册124家学生社团，会员逾2万人，本科生平均每人参与1.5个社团。
自2004年起，由校团委社团部主导举办“清华大学学生社团文化节”，邀请北京兄弟高校社团，集中展示校内社团特色活动。

## 列表
| 体育类           | 人文类                             | 艺术类             | 科技类                     | 公益类             |
| ---------------- | ---------------------------------- | ------------------ | -------------------------- | ------------------ |
| 游泳爱好者协会   | TMS协会 （马克思主义学习研究协会） | 音乐剧社           | 汽车爱好者协会             | 绿色协会           |
| 太极拳协会       | 火石新诗社                         | 京剧昆曲爱好者协会 | 航模协会                   | 国旗仪仗队         |
| 中国象棋协会     | 外语协会                           | 吉他协会           | 会计协会                   | 治安服务队         |
| 乒乓球协会       | 西麓学社                           | 影视欣赏与评论协会 | 金融协会                   | 爱心公益协会       |
| 轮滑爱好者协会   | 次世代文化与娱乐协会               | 摄影协会           | 项目管理协会               | 职业发展协会       |
| 清华大学武术协会 | 求是学会                           | 越剧协会           | 信息管理协会               | 对外交流协会       |
| 紫光国际象棋协会 | 禅文化研究社                       | 艺术设计协会       | 经济研究会                 | 手语社             |
| 排球协会         | 海峡两岸交流协会                   | 舞蹈爱好者协会     | 传媒协会                   | 心理协会           |
| 网球协会         | 科幻协会                           | 古琴社             | 科技教育交流协会           | 讲座聚集分享团     |
| 健美协会         | 三晋文化交流协会                   | 古典爱乐社         | 区域经济分析与交流协会     | 教育扶贫公益协会   |
| 健美操协会       | 考古爱好者协会                     | DV协会             | 理财协会                   | 社会未来企业家协会 |
| 台球协会         | “三农”问题学习研究会               | 口琴社             | 信息技术协会               | 紫苑协会           |
| 桥牌协会         | 文学社                             |                    | 物流协会                   | 凯风公益协会       |
| 山野协会         | 国际文化交流协会                   |                    | 互联网产业研究协会         | 公益项目联盟       |
| 定向越野协会     | 记者团                             |                    | 领导力发展协会             | 国际发展协会       |
| 围棋协会         | 说陶论艺协会                       |                    | 业余无线电协会             | 中日交流协会       |
| 绿茵协会         | 红楼梦研究会                       |                    | 信息化服务与咨询爱好者协会 | 公益学术促进会     |
| 马拉松爱好者协会 | 中原发展研究会                     |                    | 生态协会                   |                    |
| 棒垒球协会       | 关注女性发展研究会                 |                    | 合成生物学协会             |                    |
| 跆拳道协会       | 英语辩论协会                       |                    | 多媒体产业研究协会         |                    |
| 保龄球协会       | 赣文化交流协会                     |                    | 电脑协会                   |                    |
| 击剑协会         | 书法协会                           |                    | maTHμ研究协会              |                    |
| 篮球协会         | 好读书协会                         |                    | 清洁能源协会               |                    |
| 毽球协会         | 经济学会                           |                    | 医学与健康协会             |                    |
| 自行车爱好者协会 | 笃行社                             |                    | 低碳能源协会               |                    |
| 板球协会         | 创新社                             |                    | 网络技术协会               |                    |
| 空手道协会       | 中医学社                           |                    | 国际事务交流协会           |                    |
| 羽毛球协会       | 推理协会                           |                    | 公共舆论与外交政策学会     |                    |
| 街舞社           | 辩论协会                           |                    | 国际学生人工智能俱乐部     |                    |
| 水上运动协会     | 翻译协会                           |                    |                            |                    |
| 四国军棋协会     | 演讲协会                           |                    |                            |                    |
| 腰旗橄榄球协会   | 青莲吟诵诗社                       |                    |                            |                    |
| 跳水协会         | 茶文化协会                         |                    |                            |                    |
| 滑雪协会         | 湖湘文化交流协会                   |                    |                            |                    |
|                  | 西南濒危文化与保护协会             |                    |                            |                    |

## 管理条例
- 《清华大学学生社团协会管理条例》
- 《清华大学学生业余活动管理条例》
- 《清华大学学生宣传品管理条例》
- 《清华大学学生经济活动管理条例》
- 跨校活动：《北京市高等院校学生会、研究生会及学生社团开展跨校活动的暂行管理办法》